# 妙泉寺 (名古屋市)
妙泉寺（みょうせんじ）は、愛知県名古屋市東区東桜二丁目にある日蓮宗の寺院。

## 概要
山号は本光山。旧本山は大本山本圀寺（六条門流）、生師法縁。
付近には法華寺、照遠寺、本住寺、眞柳寺、本要寺、大法寺、壽元寺、法輪寺、浄蓮寺等戦後の都市計画で移転された日蓮宗寺院が多数ある。

## 歴史
天正15年（1587年）に尾張の布教拠点として玉泉院日相によって清洲城の近くに創建された。慶長15年（1610年）に名古屋城が築城されると名古屋城の城下町へ移転した（清洲越し）。天明3年（1783年）、近隣火災が類焼し本堂を焼失。太平洋戦争末期の昭和20年（1945年）、名古屋大空襲の無差別爆撃で伽藍を焼失した。戦後の都市計画で現在地に移転された。

## 境内
- 本堂

## 歴代
- 玉泉院日相
- 石黒泰良（25世）